# الجدول الزمني للحرب الأهلية السودانية (2023)
فيما يلي الجدول الزمني للحرب الأهلية السودانية التي اندلعت في 15 أبريل 2023. المقالة مرتبة حسب شهور السنة.

## أبريل

### 15 أبريل

#### الخرطوم
شنت قوات الدعم السريع هجمات على عدة قواعد للجيش السوداني في مختلف أنحاء السودان، بما فيها العاصمة الخرطوم. عند الظهيرة، أعلن الدعم السريع سيطرته على مطار الخرطوم الدولي ومطار مروي ومطار الأبيض وطرد قوات الجيش من مقر الدعم السريع في سوبا. اندلعت أيضاً اشتباكات حول القصر الجمهوري ومقر إقامة قائد الجيش ورئيس مجلس السيادة السوداني عبد الفتاح البرهان، وادعى الطرفان السيطرة على الموقعين.
رداً على ذلك، أعلن الجيش إغلاق جميع المطارات وتعطيل حركة الملاحة الجوية في أنحاء البلاد، وشنت القوات الجوية السودانية غارات جوية على مواقع للدعم السريع في الخرطوم، مع سماع إطلاق نار مدفعي في أنحاء مختلفة من المدينة.
في مكان آخر في الخرطوم، وردت أنباء من تلفزيون السودان عن وجود اشتباكات في مقره بأم درمان، وانقطع البث بعد سماع دوي عدة انفجارات قوية بمقره، وأفاد شهود عيان ومراسل قناة العربية أن قوات الدعم السريع سيطرت على المبنى. أعلنت قوات الدعم السريع السيطرة على قيادة اللواء الأول مشاة واللواء 21 كبكابية التابعين للجيش، وأحكمت إغلاق كل المنافذ جنوب الخرطوم.
في مطار الخرطوم الدولي، احترقت طائرتان مدنيتان تتبع إحداهما للخطوط السعودية. لاحقاً، أكدت الخطوط السعودية تعرض إحدى طائراتها لحريق بمطار الخرطوم قبل إقلاعها وتعليق الرحلات من وإلى السودان حتى إشعار آخر،
في حديث لقناة الجزيرة، تبادل كل من محمد حمدان دقلو (حميدتي) وعبد الفتاح البرهان الاتهامات ببدء الهجوم.

#### دارفور
اندلعت اشتباكات في الفاشر عاصمة ولاية شمال دارفور بالأسلحة الخفيفة والثقيلة في محاولة للدعم السريع السيطرة على مواقع استراتيجية، كما شهد مطار نيالا في ولاية جنوب دارفور إطلاق قوات الجيش النيران بكثافة. أعلنت قوات الدعم السريع سيطرتها على مواقع عسكرية عدة بالفاشر أهمها سلاح الإشارة والسلاح الطبي ومطار الفاشر. اندلعت اشتباكات أيضاً في زالنجي في ولاية وسط دارفور.

#### أماكن أخرى
في وقت لاحق من اليوم ذاته، أعلن الجيش استسلام عناصر قوات الدعم السريع في النيل الأبيض والقضارف كسلا ونيالا وبورتسودان وكادوقلي والدمازين وكوستي، وتدمير قواعد الدعم السريع في طيبة وسوبا.

### 16 أبريل

#### القوات المسلحة السودانية
قرب منتصف الليل، أعلنت لجنة أمن ولاية الخرطوم يوم الأحد عطلة رسمية بالولاية لجميع الهيئات والوزارات "حفاظاً على أمن المواطنين وممتلكاتهم". عند الظهر، أعلن الجيش عن سيطرته على قاعدة كرري، أحد أكبر قواعد الدعم السريع في المنطقة، وتحرير اللواء الصادق سيد والعميد عثمان عوض الله المحتجزين لدى قوات الدعم السريع منذ 4 سنوات، كما أعلن في وقت لاحق عن السيطرة بالكامل على مطار مروي وأسر عدد كبير من جنود وضباط الدعم السريع، وأن عدداً منهم هربوا ومعهم جنود مصريين أسرى.
أعلنت سلطة الطيران المدني السوداني عن إغلاق المجال الجوي للبلاد بسبب الأوضاع الأمنية. انقطعت خدمات الإنترنت من شبكة إم تي إن بناء على توجيهات من هيئة الاتصالات الحكومية قبل أن تعود للعمل بعد فترة، كما انقطع بث تلفزيون السودان بشكل نهائي.

#### قوات الدعم السريع
أعلنت قوات الدعم السريع السيطرة على 90% من مساحة ولاية الخرطوم. قبيل الساعة السابعة مساء، سيطرت قوات الدعم السريع على قناة النيل الأزرق، وبث المتحدث باسم القوات تسجيلاً صوتياً.

#### الساحة الدولية
- جامعة الدول العربية: طالبت بالوقف الفوري للاشتباكات المسلحة، وحذرت من خطورة التصعيد.[13]
- مصر: أعلنت أنها تبذل جهوداً لوقف العنف الدائر بالسودان.[14]
- تشاد: أعلنت غلق حدودها مع السودان حتى إشعار آخر لدواعٍ أمنية.[15]
- برنامج الأغذية العالمي: أعلن تعليق مساعداته في السودان بعد مقتل 3 من عمّال الإغاثة في المعارك الدائرة في دارفور غرب السودان عند الحدود مع تشاد.[16]

### 17 أبريل
تجدد القتال بين الجيش وقوات الدعم السريع بمحيط مطار مروي وحول القصر الجمهوري ومقر القيادة العامة وسط الخرطوم ومنطقتي كوبر والوابورات بالخرطوم بحري وشرق النيل. وفيما يلي أبرز أحداث اليوم:
- وقوع جرحى جراء سقوط قذيفة على مستشفى الشعب وسط الخرطوم.[17]
- حريق هائل في مبنى وزارة التعليم العالي والبحث العلمي بالخرطوم، مما أدى إلى فقدان بيانات خاصة بجميع الجامعات السودانية.[18]
- نفذت القوات الجوية السودانية ضربات على عدد من مقار قوات الدعم السريع، وردت الأخيرة بصواريخ مضادة للطائرات.
- طالب محمد حمدان دقلو قائد قوات الدعم السريع في تغريدة باللغة الإنجليزية له على تويتر المجتمع الدولي بالتدخل ضد ما وصفه بجرائم عبد الفتاح البرهان، قائلا أن جيش البرهان يشن حملة وحشية على المدنيين الأبرياء ويقصفهم بالطائرات، وأنه سيستمر في ملاحقة البرهان لتقديمه للعدالة.[19]
- ندد أمين عام الأمم المتحدة أنطونيو غوتيريش بشدة بالقتال في السودان، وناشد قادة الأطراف المتنازعة وقف الأعمال العدائية فوراً وبدء حوار لحل الأزمة.[20]

### 18 أبريل
استمرت الاشتباكات بين الجيش والدعم السريع حول القصر الجمهوري ومقر القيادة العامة والسوق العربي، إلى جانب استمرار تحليق الطائرات الحربية في أجواء الخرطوم، فيما شهدت منطقة جبرة جنوب الخرطوم هدوءاً تاماً. وقعت اشتباكات أخرى في الفاشر. فيما يلي أبرز أحداث اليوم:
- تعرضت سيارة تابعة للسفارة الأمريكية في السودان لهجوم بإطلاق النار، دون وقوع إصابات أو إصابة أفراد المركبة بأذى.[21]
- قال رئيس مصر عبد الفتاح السيسي أن ما يحدث في السودان شأن داخلي ولا ينبغي التدخل فيه إلا لإحداث هدوء في الموقف، داعياً الأطراف المتنازعة لوقف إطلاق النار والجلوس على طاولة المفاوضات. وفيما يخص القوات المصرية الموجودة في السودان، قال السيسي أنها كانت موجودة للتدريب المشترك مع الجنود السودانيين، مؤكداً أن بلاده لا تدعم طرفاً على حساب الآخر.[22]

- أعلن وزير الخارجية الأمريكي أنتوني بلينكن أنه اتصل بقائد الجيش عبد الفتاح البرهان وقائد الدعم السريع محمد حمدان دقلو (حميدتي) ودعاهما إلى وقف لإطلاق النار لمدة 24 ساعة، محملاً الجانبين مسؤولية حماية المدنيين. قال حميدتي في تغريدة له على تويتر أن قواته وافقت على هدنة لمدة 24 ساعة لضمان المرور الآمن للمدنيين وإجلاء الجرحى، ووافق مجلس الجيش على الهدنة على أن تبدأ من الساعة السادسة مساء. إلا أنه وبعد دخول الهدنة حيز التنفيذ وقعت اشتباكات في محيط مقر القيادة العامة، واستمر سماع دوي الانفجارات وإطلاق الرصاص.[23]
- نفذت قوات إثيوبية مسلحة هجوماً على الفشقة الصغرى، وتصدت لها القوات المسلحة السودانية، مكبدة إياها خسائر في الأرواح والعتاد.[24]
- مقتل 3 أطفال من أسرة واحدة جراء سقوط قذيفة على منزلهم بمنطقة شرق النيل.[25]

### 19 أبريل
تجددت المعارك بين الجيش والدعم السريع لليوم الخامس في محيط القصر الجمهوري ومقر القيادة العامة للجيش وسط الخرطوم، واتسعت رقعتها إلى أحياء جنوب شرق العاصمة المكتظة بالسكان، مع استمرار قصف القوات الجوية لمواقع الدعم السريع واستخدام الأخير لمضادات الطائرات لصد الهجمات. في المقابل، ساد الهدوء في مروي ومطارها بعد عودة سيطرة القوات المسلحة السودانية عليها. وفيما يلي أبرز أحداث اليوم:
- وافق الطرفان على هدنة جديدة لمدة 24 ساعة تبدأ من الساعة السادسة مساء.[26] إلا أن الاشتباكات استمرت بشكل متقطع في أنحاء الخرطوم، فما شهدت كل من أم درمان والخرطوم بحري هدوءاً نسبياً.
- أعلن وزير الدفاع التشادي عن إيقاف فرقة تضم 320 جندياً من القوات المسلحة السودانية ونزع سلاحها بعدما دخلت الأراضي التشادية فارة من النزاع في السودان.[27]
- عاد الجنود المصريون الذين احتجزتهم قوات الدعم السريع بعد سيطرتها على مطار مروي إلى مصر على دفعتين، بعد تنسيقات مع الأطراف المتنازعة.[28]

### 20 أبريل
استمرت الاشتباكات بين الجيش وقوات الدعم السريع في وسط الخرطوم حول القصر الجمهوري ومقر القيادة العامة، وسمع دوي انفجارات عنيفة في حلة حمد، كما استمرت الاشتباكات أيضاً في أم درمان والأبيض عاصمة ولاية شمال كردفان. تبادل الطرفان الاتهامات بخرق الهدنة، حيث اتهمت شرطة السودان قوات الدعم السريع بإدخال مسلحين إلى وزارة الداخلية وإدارة شرطة المرور، بينما اتهم الدعم السريع القوات المسلحة بمهاجمة قواته غرب أم درمان.

### 21 أبريل
صباح أول أيام عيد الفطر، تواصلت المعارك بين الجيش والدعم السريع حول القصر الرئاسي ومقر القيادة العامة للجيش وسط الخرطوم، مع تحليق لطائرات الجيش السوداني بعدة مناطق بالخرطوم، وصاحب ذلك شللاً تاماً للحياة في العاصمة وخلو الشوارع والمنتزهات من المواطنين. وفيما يلي أبرز أحداث اليوم:
- اقتحم مسلحون من قوات الدعم السريع مدينة جياد الصناعية التابعة للجيش بمنطقة المسعودية جنوب الخرطوم، قبل أن تتصدى لهم قوات الجيش السوداني وتنسحب من المكان.[30]
- أعلنت وزارة الخارجية الأمريكية عن مقتل مواطن أمريكي في الاشتباكات الدائرة.[31]
- اندلع حريق هائل في رئاسة بنك الجزيرة السوداني الأردني بعد تعرضه للقصف.[32]
- أعلنت قوات الدعم السريع استعدادها لهدنة خلال أيام عيد الفطر، ووافقت القوات المسلحة السودانية على هدنة لمدة 72 ساعة اعتباراً من اليوم لتمكين المواطنين من الاحتفال بعيد الفطر، وانسياب الخدمات الإنسانية.[31]
- اتهمت القوات المسلحة السودانية الدعم السريع باقتحام سجن الهدى بأم درمان بعد الاشتباك مع قوات الاحتياطي المركزي وإطلاق سراح جميع نزلائه البالغ عددهم أكثر من 5 آلاف سجين بمن فيهم من سجناء خطرين على الأمن القومي، فيما سارعت قوات الدعم السريع في بيان لها بنفي هذه الاتهامات.[33]

### 22 أبريل
رغم إعلان وقف إطلاق النار في اليوم السابق، تجددت المعارك بين الجيش وقوات الدعم السريع صباحاً بمحيط القصر الجمهوري والقيادة العامة للجيش وسط الخرطوم، وسمع أصوات مضادات جوية وإطلاق نار كثيف في أجزاء واسعة من الخرطوم، مع استمرار تحليق المروحيات في سماء أم درمان. ومن جديد، تبادل الطرفان الاتهامات بخرق الهدنة. ومن أبرز أحداث اليوم:
- اندلع حريق ضخم في مطار الخرطوم الدولي عند حوالي الساعة 1 ظهراً. وأعلنت سلطة الطيران المدني تمديد إغلاق المجال الجوي السوداني حتى 30 أبريل.[34]
- سيطر الدعم السريع على سجن سوبا جنوب الخرطوم وفك أسر جميع السجناء.[35] كذلك تم فتح سجن التائبات أم درمان وفرار جميع السجينات فيه.

### 23 أبريل
شهد اليوم هدوء وتوقف القتال في محيط مقر القيادة العامة للجيش والقصر الجمهوري وسط الخرطوم، مع تجدد الاشتباكات في شرق النيل وأم درمان، وتحليق الطيران الحربي في سماء الخرطوم. وفيما يلي أبرز أحداث اليوم:
- انقطاع شبه كامل لخدمة الإنترنت في ولاية الخرطوم منذ الصباح، مع استمرار خدمة المكالمات بشكل ضعيف، وقالت نت بلوكس أن شبكة الإنترنت تعمل بنسبة 2% من معدلها الطبيعي في الوقت السابق.[36] اتهمت القوات المسلحة الدعم السريع بقطع اتصال الإنترنت بشبكة سوداني.
- لأول مرة منذ بداية الاشتباكات، ظهر محمد حمدان دقلو (حميدتي) في فيديو وهو يتجول مع قواته في محيط القصر الجمهوري على متن عربة عسكرية.[37]
- أعلنت الولايات المتحدة تنفيذ عملية إجلاء لدبلوماسييها، بعد التواصل مع كل من رئيس مجلس السيادة السوداني عبد الفتاح البرهان وقائد قوات الدعم السريع محمد حمدان دقلو.[38] تتابعت بعدها العديد من الدول لإجلاء رعاياها من السودان، وأعلن الجيش في بيان أصدره في 9:30 عن نجاح عمليات إخلاء عدد من البعثات الدبلوماسية ورعايا بعض الدول. وأشار الجيش إلى أن البعثات التي تم إخلاؤها جوا هي بعثات الولايات المتحدة وبريطانيا وألمانيا، في حين جرى إجلاء البعثتين القطرية والأردنية برا إلى بورتسودان ومنها جوا إلى وجهتيها النهائيتين،[39] متهماً قوات الدعم السريع بالاعتداء على موكب إخلاء أفراد السفارة القطرية المتجه إلى بورتسودان ونهبهم، وكذلك الاعتداء على موكب السفارة الفرنسية بإطلاق النار مما أدى إلى إصابة أحد أفرادها وتعطيل عملية الإخلاء. من جانبها، أعلنت قوات الدعم السريع أن قواتها تعرضت لهجوم بالطيران أثناء إجلاء طاقم البعثة الفرنسية الذين كانوا تحت حمايتها، مما تسبب في إصابة أحد الرعايا الفرنسيين.[40]

#### اقتحام سجن كوبر
هجمت قوة مسلحة على سجن كوبر الذي كان يضم عمر البشير ورموز نظامه، وفر جميع المساجين المقدر عددهم بحوالي 5 آلاف سجين منه، بمن فيهم قادة حزب المؤتمر الوطني المنحل وعلى رأسهم أحمد هارون وعلي عثمان طه، فيما كان البشير في مستشفى علياء بأم درمان تحت الحراسة لتلقي العلاج. اتهمت قوات الدعم السريع قادة الجيش بإخلاء السجن واعتبرته تقويضاً لثورة الشعب حيث كان يضم رموز النظام البائد، فيما اتهمت وزارة الداخلية السودانية قوات الدعم السريع باقتحام السجن وإخلائه وقتل وجرح عدد من منسوبي إدارة السجون. قال أحمد هارون في بيان صوتي بث يوم الثلاثاء 25 أبريل بالإنابة عن المعتقلين من حزب المؤتمر الوطني أنه غادر سجن كوبر مع آخرين، وأنهم سيوفرون الحماية لأنفسهم، كما أضاف أنهم مستعدون للمثول أمام القضاء عندما يضطلع بدوره في أي وقت، ودعا الشعب السوداني إلى مساندة القوات المسلحة، كما دعا منسوبي الدعم السريع "للانخراط مع إخوتهم" في القوات المسلحة.

### 24 أبريل
بعد انتهاء هدنة عيد الفطر، تجددت الاشتباكات وأعمال العنف في الخرطوم وأم درمان داخل أحياء سكنية مكتظة، واتهمت قوات الدعم السريع الجيش السوداني بقصف مناطق مدنية جوياً، فيما اتهم الأخير الدعم السريع باتخاذ المدنيين دروعاً بشرية. فيما يلي أبرز أحداث اليوم:
- عودة خدمة الإنترنت بالسودان بعد انقطاع دام لأكثر من 12 ساعة.
- مقتل 7 مدنيين وإصابة العشرات جراء قصف عنيف على الكلاكلة جنوب الخرطوم قبل الصباح.[43]
- نفت وزارة الخارجية التشادية انحياز حكومتها لأي من أطراف المتحاربة في السودان، بعد ورود تقرير أشار إلى أنها تدعم القوات المسلحة السودانية، ووصفت هذه المعلومات بالكاذبة.[44]
- قال المستشار السياسي لقائد قوات الدعم السريع يوسف عزت في تصريح لقناة كان الإسرائيلية إن ما تتعرض له قوات الدعم السريع هو هجوم يشنه الجيش استغلته العصابة الإسلامية الإرهابية، وأضاف أنه ما تتعرض له قوات الدعم السريع تعرضت له إسرائيل آلاف المرات من المجموعات الارهابية مثل حماس والمنظمات الأخرى التي يعرفها الشعب الإسرائيلي جيداً.[45]
- أعلن كل من وزارة الخارجية المصرية والجيش السوداني عن مقتل مساعد الملحق الإداري لسفارة مصر في السودان محمد الغراوي على يد قوات الدعم السريع أثناء توجهه إلى مقر السفارة.[46] حملت قوات الدعم السريع "الجيش والإسلاميين" المسؤولية عن مقتل الدبلوماسي المصري، مضيفة أنها محاولة للوقيعة بينها وبين مصر.[47]
- الإعلان عن هدنة جديدة لمدة 72 ساعة بمبادرة من الولايات المتحدة تبدأ منتصف الليل.[48]

### 25 أبريل
رغم إعلان الهدنة ليلة البارحة، استمرت الاشتباكات بين الجيش وقوات الدعم السريع في محيط القصر الجمهوري وسط الخرطوم وأم درمان مع سماع دوي الانفجارات وأصوات الرصاص وتحليق الطائرات الحربية، كما اندلعت اشتباكات عنيفة في منطقتي الكدرو والحلفايا بالخرطوم بحري، وهما منطقتان مكتظتان بالسكان. اتهمت قوات الدعم السريع الجيش بعدم الالتزام بشروط الهدنة حيث استمرت طائراته بالتحليق في سماء الخرطوم. من أبرز أحداث اليوم:
- نشرت قوات الدعم السريع فيديو لأفرادها في مصفاة الجيلي ومحطة قري بالخرطوم، رداً على نفي الجيش تواجدها في الموقع في بيان سابق.
- شنت القوات الجوية غارات على متحرك يتبع لقوات الدعم السريع قرب ود بندة بولاية غرب كردفان.
- حذرت منظمة الصحة العالمية من خطر بيولوجي هائل، بعد استيلاء قوات عسكرية على المعمل القومي للصحة العامة في الخرطوم، والذي يحوي عينات مسببة لأمراض الحصبة والكوليرا وشلل الأطفال.

### 27 أبريل
بحلول الصباح، هاجم سلاح الجو السوداني معسكر قوات الدعم السريع بمنطقة كافوري شرق الخرطوم بحري، ودارت اشتباكات في حيي الأملاك والختمية بالخرطوم بحري وفي أم درمان والخرطوم وشرق النيل .
- أعلنت نقابة أطباء السودان عن وفاة 3 أطفال في الأبيض بشمال كردفان جراء انفجار قذيفة.
- رغم استمرار الاستباكات، أعلنت القوات المسلحة السودانية في المساء موافقتها على هدنة إضافية لمدة 72 ساعة.[50]

### 28 أبريل
استمرت الاشتباكات في كافوري وكوبر بالخرطوم بحري وفي محيط القصر الجمهوري والقيادة العامة وسط الخرطوم وفي منطقة جبل أولياء جنوب الخرطوم وفي محيط مقر الإذاعة والتلفزيون بأم درمان وفي الجنينة ونيالا بدارفور. تبادل الطرفان الاتهامات ببدء الهجوم، حيث اتهمت قوات الدعم السريع الجيش بخرق الهدنة والهجوم على مواقعها في قاعدة جبل أولياء، فيما قالت القوات المسلحة أنها تصدت لهجوم الدعم السريع على قواتها في المنطقة. اتهم الجيش أيضاً الدعم السريع باستهداف طائرة إجلاء تركية في قاعدة وادي سيدنا العسكرية، مما أدى إلى تضرر خزانات الوقود بها وإصابة أحد أفراد طاقمها، إلا أنها تمكنت من الهبوط بسلام. من جهتها، نفت قوات الدعم السريع في بيان لاحق مهاجمة الطائرة، واتهمت الجيش بنشر الأكاذيب.

### 29 أبريل
تواصلت الاشتباكات مع سماع أصوات لأسلحة ثقيلة وسط الخرطوم والحلفايا بالخرطوم بحري شمالي، مع هدوء حذر في شوارع أم درمان. قالت قوات الدعم السريع أنها أسقطت طائرة للجيش من طراز ميغ في أم درمان، كما أعلنت تصديها لهجوم الجيش على معسكر الصالحة غرب أم درمان واستولت على كميات كبيرة من العتاد والمركبات. أعلنت حكومة ولاية الخرطوم منح الموظفين عطلة رسمية في جميع أنحاء الولاية حتى إشعار آخر بسبب الأوضاع الأمنية.

### 30 أبريل
- استمرت الاشتباكات في الحلفايا وأم درمان والخرطوم، مع تحليق الطيران الحربي في سماء شمبات شمال الخرطوم.
- أعلنت سلطة الطيران المدني تمديد إغلاق المجال الجوي السوداني أمام حركة الطيران حتى 13 مايو باستثناء رحلات المساعدات الإنسانية وإجلاء الرعايا الأجانب.[54]
- أعلنت القوات المسلحة السودانية موافقتها على تمديد الهدنة 72 ساعة بناء على مساعي طلب الوساطة السعودية الأمريكية.

## مايو

### 1 مايو
استمرت اشتباكات عنيفة بالأسلحة الثقيلة والخفيفة حتى وقت مبكر من الصباح بحي شمبات في محيط مدينة البراحة الطبية بالخرطوم بحري. وقال الدعم السريع إن قتلى وجرحى من قواته والكادر الكبير سقطوا جراء قصف للقوات المسلحة. في الصباح، قامت القوات المسلحة السودانية بتطويق العاصمة. وفي المساء، تجددت الاشتباكات بين الجيش وقوات الدعم السريع في محيط القصر الجمهوري بالخرطوم وفي أجزاء من منطقة شرق النيل والخرطوم بحري، مع عودة تحليق الطائرات الجوية وتصدي الدعم السريع لها بمضادات الطيران.
قالت القوات المسلحة السودانية أنها تمكنت من خفض قدرات قوات الدعم السريع القتالية في الخرطوم بنسبة 45-55%، بالإضافة إلى إحباط تحركات تعزيزات لها من الغرب والشمال الغربي، كما قالت أن جميع ولايات السودان مستقرة وأنها تسيطر على الوضع بشكل كامل.

### 2 مايو
- تجددت الاشتباكات في محيط مطار الخرطوم الدولي بين الجيش وقوات الدعم السريع بعد توقف القتال هناك لعدة أيام.
- بعد إعلان الجيش في بيان ليلة أمس سيطرته على مقر الإذاعة والتلفزيون بأم درمان وطرد قوات الدعم السريع، ردت الأخيرة بمقطع مصور من داخل المبنى.
- أعلنت قوات الدعم السريع تمكنها من إسقاط طائرة من طراز ميغ تابعة للقوات المسلحة.[56]
- أعلنت وزارة خارجية جنوب السودان موافقة طرفي النزاع على هدنة لمدة 7 أيام تبدأ بعد غد الخميس 4 مايو.[57]

### 3 مايو
- استمرت الاشتباكات العنيفة بالأسلحة الثقيلة والخفيفة بين الجيش والدعم السريع في محيط القيادة العامة وسط الخرطوم مع تحليق المقاتلات في سماء الخرطوم وبحري وقصفه لمواقع متعددة للدعم السريع في وسط الخرطوم وجبل أولياء وشرق النيل وأم درمان، وتصدي الدعم السريع لها بمضادات أطلقها من محيط القصر الجمهوري.
- أعلنت وزارة الخارجية السعودية اقتحام مجموعة مسلحة مبنى الملحقية الثقافية السعودية بالخرطوم والاستيلاء على جميع ممتلكاتها.[58]
- أعلن الجيش السوداني تحرير اللواء أحمد عبدالرحيم شكرت الله القائد السابق لاستخبارات حرس الحدود السوداني من أسر قوات الدعم السريع في معسكر طيبة بعد قصفه عبر سلاح الجو.[59]
- أجرى وكيل الأمين العام للشؤون الإنسانية ومنسق الإغاثة في حالات الطوارئ مارتن غريفيثس زيارة إلى بورتسودان للتخطيط لعملية إغاثة.[60]

### 4 مايو
- استمرت المعارك العنيفة بالأسلحة الثقيلة وسلاح الطيران بمحيط القصر الجمهوري وسط الخرطوم وأم درمان في وقت مبكر من الصباح، كما دارت اشتباكات بين القوات المسلحة وقوات الدعم السريع في الأبيض بعد هدوء المدينة لعدة أيام.
- اقتحمت حشود شعبية ببورتسودان مقر إقامة المبعوث الأممي فولكر بريتس وطالبت برحيله من البلاد فورا، واتُّهِم الإسلاميون بتنظبم المسيرة.[61]
- أعلنت قوات الدعم السريع سيطرتها على قيادة القوات البرية (منطقة العاصمة العسكرية) بالكامل عبر فيديو نشرته.

### 6 مايو
- إطلاق النار على سيارة السفير التركي وسط الخرطوم صباح اليوم، وتبادل الطرفان الاتهامات بارتكاب الاستهداف.[62][63]
- أعلنت السعودية والولايات المتحدة في بيان مشترك بدء محادثات تمهيدية بين قوات الدعم السريع والقوات المسلحة السودانية في جدة.[63]

### 8 مايو
استمرت الاشتباكات العنيفة بين الجيش وقوات الدعم السريع بالأسلحة الثقيلة والخفيفة والطيران الحربي في منطقة شمبات بالخرطوم بحري ومنطقتي المهندسين وام بدة بأم درمان منذ وقت مبكر من الصباح. كما دارت اشتباكات قبلية بالأسلحة البيضاء بين قبيلتي الفلاتة والمساليت في كوستي بولاية النيل الأبيض في الساعات الأولى من فجر اليوم مع وقوع إصابات بين الطرفين، مع انتشار واسع لقوات الشرطة في المدينة.

### 9 مايو
بالتزامن مع إجراء الطرفين محادثات في جدة وسط إعلان هدنة، تجددت الاشتباكات بين الجيش وقوات الدعم السريع في الخرطوم والفاشر عاصمة ولاية شرق دارفور. اتهمت قوات الدعم السريع القوات المسلحة بتدمير القصر الجمهوري القديم بالكامل بعد الهجوم عليه بالصواريخ، وهو ما نفته القوات المسلحة لاحقاً.

### 10 مايو
احترق بالكامل مصنع ساميل للأغذية، وهو أحد مصانع شركة صالح عبد الرحمن يعقوب بالشراكة مع مجموعة نوتريست الفرنسية، والمصنع الوحيد من نوعه في السودان لتغطية احتياجات اليونيسف وبرنامج الأغذية العالمي من أغذية الأطفال الذين يعانون من سوء التغذية وخطر المجاعات.

### 12 مايو
- التوقيع على إعلان مبادئ بين الجيش السوداني والدعم السريع في جدة بالمملكة العربية السعودية، اتفق فيه الطرفان على احترام وحدة السودان والامتناع عن شن أي هجوم يضر بالمدنيين والامتناع عن تجنيد الأطفال واستخدامهم في الأعمال العدائية والالتزام بحماية العاملين في المجال الطبي والمرافق العامة، إلا أنه لم ينص على أي هدنة أو وقف لإطلاق النار في الخرطوم.[68]
- تواصلت الاشتباكات في الخرطوم بحري وأم درمان والمناطق الحدودية مع تشاد بولاية غرب دارفور.
- قررت لجنة أمن ولاية شمال كردفان إغلاق المدارس بالولاية لأجل غير مسمى بسبب الظروف الراهنة.[69]

### 14 مايو
- وقع هجوم على كنيسة مار جرجس بحي المسالمة بأم درمان، مما أدى لإصابة مسيحيين سودانيين، واتهم الجيش السوداني قوات الدعم السريع بالضلوع في الهجوم، فيما نفت قوات الدعم السريع هذه الاتهامات وقالت أن "جماعة إرهابية متطرفة" تابعة للجيش هي التي نفذت الهجوم.[70]
- قُتل أمير حسب الله، مسؤول رفيع في الاتحاد السوداني لكرة القدم على يد قوات الدعم السريع.[71]

### 15 مايو
- في تسجيل صوتي، أكد قائد قوات الدعم السريع محمد حمدان دقلو أنه لا يزال على قيد الحياة، وتعهد بتوصيل البرهان إلى حبل المشنقة.[72]
- قبل الفجر، اقتحمت قوات الدعم السريع مقر سفارة الصومال في السودان، ومارست عمليات نهب وتخريب واسعة.[72]
- تعرضت مستشفى شرق النيل للقصف مع اقتحام مقاتلي قوات الدعم السريع لها،[72] واتهمت قوات الدعم السريع الجيش السوداني بقصف المستشفى.[73]
- أصدر مجلس السيادة السوداني عبد الفتاح البرهان قراراً بإقالة عنان حامد من منصبه كمدير عام لقوات الشرطة وتعيين خالد حسان محيي الدين بدلاً منه.[74]

### 17 مايو
بالتزامن مع تجدد الاشتباكات بين الجيش والدعم السريع في الخرطوم وأم درمان، ظهر القائد العام للقوات المسلحة السودانية عبد الفتاح البرهان في مقطع فيديو وسط جنوده في محيط منطقة القيادة العامة بالخرطوم.

### 18 مايو
تجددت الاشتباكات بين الجيش وقوات الدعم السريع في نيالا بولاية جنوب دارفور، ما أسفر عن سقوط عشرات القتلى والجرحى.

### 19 مايو
أصدر رئيس مجلس السيادة السوداني عبد الفتاح البرهان قراراً بإقالة نائبه محمد حمدان دقلو حميدتي من منصبه وتعيين مالك عقار بدلاً منه، كما أصدر قراراً بتعيين شمس الدين كباشي نائباً للقائد العام للقوات المسلحة وكل من ياسر العطا وإبراهيم جابر كمساعد للقائد العام للقوات المسلحة.

### 20 مايو
أعلنت قطر تعرض سفارتها للاقتحام والتخريب من قبل قوات مسلحة غير نظامية، دون اتهام أحد أو إعلان أي جهة مسؤوليتها.

### 21 مايو
توقيع اتفاق بين الجيش السوداني والدعم السريع في جدة لوقف إطلاق النار في السودان وهدنة إنسانية لمدة 7 أيام تدخل حيز التنفيذ الساعة 9:45 م في 22 مايو (بعد 48 ساعة من توقيع الاتفاق)، حيث اتفق الطرفان على الابتعاد عن المستشفيات ووقف القصف بالطائرات والمسيرات والمدافع الثقيلة وفتح ممرات إنسانية لتسهيل وصول المساعدات للمدنيين.

### 24 مايو
استمرت الاشتباكات بشكل متقطع بين الجيش وقوات الدعم السريع وسط الخرطوم وفي حي الموردة بأم درمان، مع سماع انفجارات عنيفة في محيط القصر الرئاسي، وسقطت طائرة تتبع للقوات الجوية السودانية بمنطقة أم بدة في أم درمان بعد تنفيذها غارات على مواقع تابعة للدعم السريع.

### 26 مايو
- أرسل عبد الفتاح البرهان رئيس مجلس السيادة السوداني رسالة إلى أنطونيو غوتيريش أمين عام الأمم المتحدة طالب فيها بإقالة فولكر بيرتس المبعوث الأممي إلى السودان، وقال ستيفان دوجاريك المتحدث باسم الأمم المتحدة إن غوتيريش "صُدِم" بالرسالة، مجدداً ثقته بالمبعوث الأممي.[83]
- أعلنت وزارة الدفاع السودانية التعبئة العامة في البلاد، ودعت متقاعدي القوات المسلحة و"كل القادرين على حمل السلاح" إلى التوجه لأقرب قيادة عسكرية للتسلح.[84]

### 27 مايو
اعتقال المتحدث باسم تجمع المهنيين السودانيين علاء الدين نقد من منزله بأم درمان بواسطة قوة عسكرية تتبع للجيش.

### 28 مايو
سقط ما لايقل عن 60 قتيلاً في مستيري جنوب الجنينة، غالبيتهم من المساليت، خلال هجوم لقوات الدعم السريع ضمن معركة الجنينة.

### 29 مايو
وافق الجيش السوداني والدعم السريع على تمديد الهدنة بينهما لمدة 5 أيام حتى 3 يونيو.

### 30 مايو
أعلنت ولاية البحر الأحمر حظر التجول في بورتسودان، ثاني أكبر مدن السودان بعد العاصمة الخرطوم، من الساعة 11 ليلاً حتى 5 صباحاً.

### 31 مايو
- تسبب قصف في حي مايو بالخرطوم في سقوط 19 قتيلاً و106 مصاباً.[89]
- علقت القوات المسلحة السودانية مشاركتها في مفاوضات جدة تحت الوساطة الأمريكية السعودية إلى أجل غير مسمى، احتجاجاً على انتهاك قوات الدعم السريع لبعض بنود الهدنة.[90] في المقابل، اتهمت قوات الدعم السريع الجيش السوداني بعرقلة التفاوض عبر الاستمرار في خرق الهدنة من خلال الهجوم بالطيران والمدافع الثقيلة وتحريك القوات من الولايات إلى الخرطوم.

## يونيو

### 1 يونيو
- أعلنت الولايات المتحدة والسعودية تعليق محادثات جدة بشأن السودان، كما أعلنت الولايات المتحدة فرض عقوبات اقتصادية وقيوداً على التأشيرات على الأطراف التي "تكرس العنف" في السودان.[91]
- أدان برنامج الأغذية العالمي نهب مستودعاته في الأبيض، ما يعرض 4.4 مليون شخص لخطر المجاعة.[92]

### 3 يونيو
سيطرت قوات الدعم السريع على متحف السودان القومي.

### 4 يونيو
- أسفرت الاشتباكات الدامية في كتم بولاية شمال دارفور عن سقوط 40 قتيلاً أغلبهم من المدنيين، وأعلن حاكم إقليم دارفور مني مناوي الإقليم منطقة منكوبة، ونفت القوات المسلحة سيطرة الدعم السريع على المدينة.[94]
- مقتل 10 أشخاص من جمهورية الكونغو الديمقراطية في قصف للجيش السوداني على جامعة إفريقيا العالمية مساء.[95]

### 7 يونيو
تسبب قصف جوي وقع في الصباح لمنطقة المويلح بأم درمان في مقتل 12 مدنياً منهم 4 من أسرة واحدة وإصابة العشرات ونفوق ماشية، واتهمت قوات الدعم السريع الجيش.

### 8 يونيو
- نشرت قوات الدعم السريع فيديو أعلنت فيه سيطرتها الكاملة على مصنع اليرموك للذخائر والاستيلاء على جميع مخازن ومستودعات الأسلحة.[97]
- أعلنت وزارة الخارجية السودانية أن ممثل الأمين العام للأمم المتحدة في البلاد فولكر بيرتيس شخص غير مرغوب فيه اعتبارا من اليوم.[98] ردت الأمم المتحدة في اليوم التالي على ذلك بأن مبدأ الشخص غير المرغوب فيه لا ينطبق على موظفيها.[99]

### 9 يونيو
وافق كل من الجيش والدعم السريع على هدنة لمدة 24 ساعة تبدأ من السادسة صباح يوم غد السبت، وجاءت الهدنة بمقترح من السعودية والولايات المتحدة.

### 10 يونيو
أصدرت مصر قراراً بمنع جميع السودانيين بكل الفئات العمرية من دخول أراضيها دون الحصول على تأشيرات دخول مسبقة من أحد قنصلياتها بالسودان، وبررت ذلك باكتشافها "أنشطة غير مشروعة" منها إصدار تأشيرات مزورة.

### 12 يونيو
مقتل الأمير طارق شقيق سلطان دار المساليت سعد بحر الدين وأبو بكر وعلي حسن تاج الدين حفيدي السلطان تاج الدين و14 آخرين في هجوم لقوات الدعم السريع على الجنينة بولاية غرب دارفور.

### 13 يونيو
قصفت قوات الدعم السريع أحياء المدارس والجمارك بالجنينة، مما أدى لمقتل 17 شخصاً وإصابة 37 آخرين، بينهم نساء وأطفال ومسنين.

### 14 يونيو
- شنت القوات المسلحة السودانية هجمات جوية لأول مرة على مواقع لقوات الدعم السريع في الأبيض بولاية شمال كردفان، كما قصفت مواقع لقوات الدعم السريع جنوب أم درمان.
- مقتل والي غرب دارفور خميس أبكر بعد اعتقاله من قبل قوات الدعم السريع. وكان أبكر قد اتهم قوات الدعم السريع في وقت سابق بارتكاب إبادة جماعية في الجنينة.[103]

### 17 يونيو
- أعلنت وزارة الصحة الاتحادية عن سقوط 17 قتيلا بينهم 5 أطفال ونساء وتدمير 25 منزلا إثر قصف جوي على منطقة اليرموك بحي مايو بولاية الخرطوم.[104]
- أعلنت السعودية والولايات المتحدة في بيان الاتفاق علي وقف إطلاق النار بين الجيش والدعم السريع لمدة 72 ساعة، بحيث يشمل كل ولايات السودان ويبدأ غداً الأحد من الساعة 6 صباحا.[105]

### 19 يونيو
- اتهم الجيش السوداني قوات الدعم السريع بقتل 15 مدنياً وجرح عشرات آخرين إلى جانب أعمال نهب وتخريب في منطقة طويلة بولاية شمال دارفور على مدى يومين، "في خرق واضح للهدنة السارية منذ أمس".[106]
- أعلنت هيئة محامي دارفور عن مقتل اثنين من أعضائها، وكذلك مقتل الأمير بدوي مصري بحر الدين ابن عم سعد بحر الدين سلطان دار المساليت، في هجوم لقوات الدعم السريع على الجنينة.[107]
- طالبت قوات الدعم السريع جنوب السودان بمشاركة عائدات النفط أو وقف الدفع من رسوم العبور التي تمول الحكومة التي يقودها الجيش السوداني، وإلا ستغلق خطوط أنابيب النفط في هجليج، وامتنعت حكومة جنوب السودان عن التعليق.[108]

### 20 يونيو
في اليوم الثالث للهدنة، قصفت قوات الدعم السريع المقر الرئيسي لجهاز المخابرات العامة بالخرطوم، ونشر الجيش السوداني صوراً تظهر حريقاً كبيراً في الموقع.

### 21 يونيو
تعرضت قوات الجيش السوداني في كادوقلي عاصمة ولاية جنوب كردفان لهجوم من الحركة الشعبية لتحرير السودان - جبهة عبد العزيز الحلو، فيما يعد كسراً لاتفاق إطلاق النار بين الجبهة والحكومة السودانية.

### 22 يونيو
قررت جنوب السودان إغلاق حدودها مع السودان لاعتبارات أمنية وتخوفاً من انتقال الحرب إليها.

### 25 يونيو
- أعلنت قوات الدعم السريع سيطرتها على رئاسة قوات الاحتياطي المركزي جنوب الخرطوم.[111]
- دارت اشتباكات مسلحة بين الحركة الشعبية لتحرير السودان - جبهة عبد العزيز الحلو والقوات المسلحة السودانية في الكرمك بولاية النيل الأزرق، واستمرت لمدة يومين.[112]

### 26 يونيو
قبل منتصف الليل، أعلن قائد قوات الدعم السريع محمد حمدان دقلو في تسجيل صوتي هدنة من طرف واحد لمدة يومين بمناسبة عيد الأضحى.

### 27 يونيو
بعد إعلان حميدتي مساء اليوم السابق هدنة من جانب واحد، أعلن قائد الجيش السوداني عبد الفتاح البرهان هو الآخر في خطاب متلفز مساء الثلاثاء وقفاً لإطلاق النار من جانب واحد خلال أول أيام عيد الأضحى.

### 30 يونيو
اقتحمت قوات الدعم السريع مستشفى الشهداء بالدروشاب واعتدت على المرضى كما قتلت فني مختبرات. أدان كل من وزارة الصحة الاتحادية ونقابة أطباء السودان الهجوم، فيما نفت قوات الدعم السريع مسؤوليتها.

## يوليو

### 1 يوليو
أعلنت سلطة الطيران المدني تمديد إغلاق المجال الجوي السوداني أمام كافة حركة الطيران حتى 10 يوليو واستثناء الرحلات الإنسانية فقط.

### 2 يوليو
أعلنت قوات الدعم السريع في مقطع مصور إسقاط طائرة حربية من طراز ميغ تابعة للقوات المسلحة السودانية باستخدام المضادات الأرضية بمنطقة الفكي هاشم بالخرطوم بحري.

### 3 يوليو
- أعلن 7 من زعماء القبائل في ولاية جنوب دارفور انحيازهم للدعم السريع في النزاع الدائر، وهي قبائل بني هلبا والترجم والحبانية والفلاتة والمسيرية والتعايشة، والرزيقات التي ينتسب إليها حميدتي قائد الدعم السريع.[117]
- سيطرت الجبهة الشعبية لتحرير السودان - فصيل الحلو على معسكرات للقوات المسلحة بمناطق سرفاية والتقولا وأم حيطان بولاية جنوب كردفان.[118]
- اندلعت اشتباكات بين قوة الحماية المشتركة في دارفور وقوات الدعم السريع غرب الفاشر بولاية شمال دارفور، دون الإبلاغ عن وقوع ضحايا.[119]

### 7 يوليو
هاجمت قوات الدعم السريع مدينة بارا بولاية شمال كردفان وارتكبت أعمال سلب ونهب.

### 8 يوليو
اتهمت قوات الدعم السريع الجيش بقصف أحياء سكنية في أم درمان بالطائرات مما تسبب بمقتل أكثر من 31 شخصاً. في اليوم التالي نفت القوات المسلحة السودانية في بيان تعامل القوات الجوية أمس مع أي أهداف معادية في أم درمان، واتهم الدعم السريع بقصف المناطق السكنية بالمدفعية والصواريخ بالتزامن مع تحليق طائرات الجيش.

### 10 يوليو
انعقدت قمة منظمة إيقاد في أديس أبابا لبحث نشر قوات شرق إفريقيا للطوارئ لحماية المدنيين بالسودان، لكن الجيش السوداني قاطع الاجتماع اعتراضاً على ترأس الرئيس الكيني وليام روتو لجنة تيسير المفاوضات، حيث اتهمت كينيا بإيواء قوات الدعم السريع. كما أعلنت الحكومة السودانية رفضها نشر قوات أجنبية في السودان "واندهاشها" لحديث رئيس وزراء إثيوبيا عن فراغ القيادة في السودان، واعتبرت تصريحاته إلى جانب تصريحات الرئيس الكيني الداعية إلى تشكيل قيادة جديدة في السودان بشكل عاجل مساساً بسيادة الدولة السودانية.

### 12 يوليو
أعلنت حكومة المملكة المتحدة فرض عقوبات على 6 كيانات و3 أفراد على ارتباط بقادة القوات المسلحة والدعم السريع لتوفيرها التمويل والأسلحة للأطراف المتحاربة.

### 13 يوليو
- أعلنت الأمم المتحدة العثور على مقبرة جماعية غرب دارفور بها أكثر من 87 جثة مدفونة لأشخاص يُعتقد أنه تمت تصفيتهم، بعضهم من قبيلة المساليت، وقالت أن لديها معلومات موثوقة أن الدعم السريع هي المسؤولة عن مقتل المدفونين.[126] أعلن المدعي العام للمحكمة الجنائية الدولية كريم أحمد خان فتح تحقيق في مزاعم قتل 87 مدنياً على يد قوات الدعم السريع في دارفور.[127]
- عقد في القاهرة مؤتمر لدول الجوار السوداني، طالب فيه رئيس مصر عبد الفتاح السيسي الأطراف المتحاربة بوقف التصعيد والبدء بمفاوضات جدية للوصول إلى وقف دائم لإطلاق النار، كما دعا إلى إطلاق حوار وطني جامع في السودان يهدف إلى الوصول لحل سياسي ووقف الاقتتال.[128]

### 14 يوليو
انقطعت خدمات الاتصالات والإنترنت بشكل كامل في ولاية الخرطوم منذ وقت مبكر من الصباح ولأكثر من 10 ساعات قبل أن تعود بشكل شبه كامل.

### 15 يوليو
- اتهمت القوات المسلحة ووزارة الصحة الدعم السريع باستهداف مسيرات تابعة لها مستشفى السلاح الطبي بأم درمان، مما أسفر عن مقتل 5 مرضى وإصابة 22 آخرين معظمهم من المدنيين.[130] في المقابل نفى المستشار السياسي لقوات الدعم السريع يوسف عزت هذا الاتهام، وقال أن قواته لا تملك أي طائرات مسيرة.[131]
- سيطرت الحركة الشعبية لتحرير السودان - شمال (قيادة الحلو) على محطة كركراية لضخ النفط بولاية جنوب كردفان، كما قصفت موقع الفرقة 14 بقذائف الكاتيوشا، سقطت إحداها في منطقة بليجة غرب كادوقلي، مما تسبب في إصابة مواطن.[132]

### 16 يوليو
- وفاة 5 أشخاص وإصابة 22 آخرين جراء سقوط دانة أطلقتها قوات الدعم السريع على الحارة التاسعة بحي أمبدة السبيل بأم درمان.[133]
- سيطرت قوات الدعم السريع على قيادة اللواء 61 في كاس بولاية جنوب دارفور، وسقط 5 قتلى و11 مصاباً خلال الاشتباكات في المدينة.[134]

### 19 يوليو
أعلنت القوات المسلحة مقتل 14 مدنياً وإصابة 15 آخرين في استهداف قوات الدعم السريع لتجمع مواطنين في منطقتي العزوزاب وود عجيب بالخرطوم بطائرة مسيرة.

### 20 يوليو
قالت منظمة أطباء بلا حدود أن فريقاً تابعاً لها مكوناً من 15 شخصاً تعرض لاعتداء عنيف بالضرب والجلد من قبل مجموعة مسلحين أثناء نقله إمدادات طبية إلى المستشفى التركي جنوب الخرطوم.

### 22 يوليو
- مقتل 16 شخصاً في نيالا عاصمة ولاية جنوب دارفور إثر سقوط قذائف على المنازل أثناء المعارك بين الجيش وقوات الدعم السريع.[137]
- مقتل 4 مدنيين وجرح آخرين إثر سقوط قذيفة على ساحة مستشفى الأبيض بولاية شمال كردفان جراء القصف المتبادل بين الجيش والدعم السريع.[138]
- أعلنت قوات الدعم السريع في بيان انضمام 15 ضابطا بالجيش و527 من الرتب الأخرى بالفرقة 20 بالضعين بولاية شرق دارفور إليها.[139]

### 23 يوليو
مقتل شخص وإصابة 3 آخرين خلال هجوم لقوات الدعم السريع على أم روابة.

### 24 يوليو
- مقتل أكثر من 15 مدنياً وإصابة العشرات في امبدة بأم درمان جراء القصف المتبادل بين قوات الدعم السريع والجيش وسقوط مقذوفات على عدد من الحارات السكنية.[141]
- أعلنت القوات المسلحة إغلاق طريق الصادرات بارا-الخرطوم أمام حركة كافة أنواع السيارات نتيجة استخدامه بواسطة قوات الدعم السريع، ونوهت إلى أنها ستتعامل مع كل أنواع المتحركات على هذا الطريق كأهداف عسكرية للتدمير.[142]

### 25 يوليو
أطلقت 4 كتل سياسية سودانية، هي قوى إعلان الحرية والتغيير وقوى الحراك الوطني وقوى التراضي الوطني وتحالف القوى الوطنية، مبادرة دعت فيها عبد الفتاح البرهان لتشكيل حكومة تصريف أعمال مؤقتة بالسرعة اللازمة ولوقف الحرب وتفعيل الحوار الوطني، وذلك عقب اجتماع لها بالقاهرة.

### 26 يوليو
سيطرت قوات الدعم السريع على سربا بولاية غرب دارفور، وارتكبت أعمال نهب وأحرقت المدينة بالكامل. أدى الاقتحام لسقوط حوالي 460 قتيلاً وأكثر من ألف جريح وفرار عدد كبير من السكان إلى تشاد.

### 27 يوليو
- أعلن الدعم السريع تدمير 3 طائرات حربية ومخازن للأسلحة والمعدات العسكرية خلال عملية عسكرية داخل قاعدة وادي سيدنا العسكرية.[146]
- اشتباكات عنيفة بين الجيش والدعم السريع جنوب نيالا عاصمة ولاية جنوب دارفور.[146]

### 28 يوليو
- ظهر حميدتي من جديد بعد غيابه لأشهر عبر كلمة بثها الدعم السريع طالب فيها بتغيير قيادات الجيش لإنهاء الحرب خلال 72 ساعة.[147]

### 29 يوليو
- مقتل حوالي 20 فرداً من قوات الدعم السريع خلال محاولة للهجوم على سلاح المدرعات صباحاً.[148]
- تسبب قصف لحي الرميلة في مقتل 4 أطفال من أسرة واحدة وإصابة والدتهم ووفاة امرأة أخرى، واتهم الجيش السوداني في بيان قوات الدعم السريع.[148]
- تعرضت كادوقلي بولاية جنوب كردفان للقصف من قبل الحركة الشعبية لتحرير السودان (قيادة الحلو)، مما تسبب في وقوع إصابات ووفاة طفل في اليوم التالي متأثراً بجراحه.[149]

### 31 يوليو
- أعلن مصطفى تمبور قائد حركة تحرير السودان انضمام قواته للقتال مع الجيش السوداني ضد قوات الدعم السريع في دافور، وتمكنها خلال اليومين الماضيين من قتل 27 وإصابة 41 وأسر 14 من أفراد الدعم السريع خلال المعارك بزالنجي.[150]
- قررت سلطة الطيران المدني تمديد إغلاق المجال الجوي بالسودان حتى 15 أغسطس باستثناء رحلات المساعدات الإنسانية والإجلاء.[151]
- أعلن المتحدث باسم الجيش مقتل 15 من قوات الدعم السريع إثر مهاجمة ارتكازاتها جنوب كبري الدباسين وأبو آدم.[152]

## أغسطس

### 1 أغسطس
- مقتل 4 أفراد من الدعم السريع وأسر 4 آخرين خلال اشتباكات بين الجيش والدعم السريع في أم روابة بولاية شمال كردفان صباحاً.[153]
- تعرضت مباني مستشفى الأطباء بالخرطوم، أحد أحدث المستشفيات بالسودان، للدمار نتيجة الاشتباكات العنيفة بين الجيش وقوات الدعم السريع بالقرب منه، وأصدرت قوات الدعم السريع بياناً اتهمت فيه الجيش بقصف المستشفى بواسطة الطيران الحربي.[154]
- صدرت أوامر قبض في كسلا ضد عدد من قيادات النظام السابق، أبرزهم أحمد هارون وعلي عثمان طه.[155] تم شطب هذه الأوامر لاحقاً بعد 5 أيام.[156]

### 2 أغسطس
- أعلن الجيش السوداني مقتل 12 عنصراً من قوات الدعم السريع في عملية عسكرية عند جسر الملك نمر وسط الخرطوم.[157]
- أعلنت ولاية شمال كردفان حظر تجوال من السابعة مساءً حتى الخامسة صباحاً اعتباراً من اليوم.[158]

### 4 أغسطس
أصدر قائد الجيش السوداني عبد الفتاح البرهان قراراً بتشكيل لجنة لحصر جرائم الحرب وانتهاكات وممارسات قوات الدعم السريع، ويترأس اللجنة ممثل النائب العام والخارجية، وتضم عضوية ممثلين لوزارة العدل والقوات المسلحة والشرطة وجهاز المخابرات العامة والمفوضية القومية لحقوق الإنسان.

### 6 أغسطس
شن الجيش قصفاً جوياً ومدفعياً على القصر الجمهوري لأول مرة منذ شهور.

### 8 أغسطس
دارت اشتباكات عنيفة بين الجيش وقوات الدعم السريع في أم درمان، مما تسبب في سقوط أكثر من 20 شخصاً من المدنيين، وأعلن الدعم السريع في بيان سقوط 174 قتيلاً وأكثر من 300 جريح وأسر 83 من الجيش السوداني خلال المعارك.

### 9 أغسطس
- منعت السودان المبعوث الأممي فولكر بيرتس من تقديم إحاطة عن الوضع في السودان في جلسة مجلس الأمن، وهددته بإنهاء البعثة في حال تقديمه للإحاطة، ليقدمها بدلاً منه مساعدة الأمين العام للأمم المتحدة لشئون إفريقيا مارتا أما أكيا بوبي ومديرة مكتب العمليات في مكتب الأمم المتحدة لتنسيق الشؤون الإنسانية ديم وسورنو.[162]
- أصدرت وزارة التربية والتعليم قراراً بإلغاء امتحانات الشهادة الابتدائية في ولايات السودان المتأثرة بالحرب ونقل جميع التلاميذ بالصف السادس للمرحلة المتوسطة مباشرة بعد فتح المدارس.[163]

### 11 أغسطس
- أغلقت إدارة موقع فيسبوك التابع لشركة ميتا بلاتفورمز صفحة قوات الدعم الدعم السريع التي يتابعها أكثر من مليون شخص، وكذلك صفحة قائدها محمد حمدان دقلو حميدتي التي كان يتابعها حوالي 850 ألف شخص، بما يتماشى مع سياسة المنظمات والأفراد الخطرين لدى فيسبوك.[164]
- أعلنت القوات المسلحة مقتل 26 من قوات الدعم السريع بمنطقة فرج الله الواقعة بين بارا والأبيض بولاية شمال كردفان خلال هجوم لقوات المهام الخاصة بالفرقة الخامسة مشاة – الهجانة.[165]

### 12 أغسطس
شنت الحركة الشعبية لتحرير السودان قيادة الحلو هجوماً على دلامي بولاية جنوب كردفان، مما أدى إلى إصابة شخصين، وانسحبت قوات الحركة عقب الهجوم.

### 13 أغسطس
- ضبطت الغرفة 11 مشاة بخشم القربة بولاية كسلا أسلحة قادمة من دولة مجاورة في طريقها إلى الدعم السريع.[167]
- أكدت وزارة الخارجية الإماراتية عدم تزويدها أياً من الأطراف المتحاربة في السودان بالسلاح منذ اندلاع الصراع وعدم انحيازها لأي طرف.[167]
- أعلن محمد حمدان دقلو حميدتي إنشاء وكالة باسم الوكالة السودانية للإغاثة والعمليات الإنسانية لتعمل في المناطق التي تسيطر عليها قوات الدعم السريع لتوفير وتسهيل وصول الإغاثة وتيسير وتنسيق العمليات الإنسانية.[168]
- اتهمت قوات الدعم السريع الجيش بقصف المدنيين بالمدفعية الثقيلة بنيالا عاصمة ولاية جنوب دارفور، مما خلف أكثر من 43 قتيلاً بينهم 8 أطفال ونساء، وكذلك بالخرطوم وأم درمان، مما أدى لمقتل 12 شخصاً بينهم طفلان وإصابة 17 آخرين، وذلك خلال الأيام الثلاثة الماضية.[169]

### 14 أغسطس
- هاجم الدعم السريع منقطقة الخوي بولاية غرب كردفان، مما أدى لإصابة 3 أشخاص بينهم صحفي، واستولت قوات الدعم السريع على سيارات، كما تعرض بنك الادخار ومخازن سلاح الشرطة بالمنطقة للنهب.[170]
- شنت قوات الحركة الشعبية لتحرير السودان (قيادة الحلو) هجوماً على كادوقلي بولاية جنوب كردفان، بالتزامن مع أعياد القوات المسلحة بمناسبة مرور 69 عاماً على تأسيسها، مع وقوع إصابات؛ واشتبكت معها قوات الجيش بالأسلحة الرشاشة والكاتيوشا.[171]
- لقي شخصان مصرعهما وأصيب اثنان آخران كلهم من أسرة واحدة جراء انفجار لغم أرضي بعربة كارو بالفرشاية بولاية جنوب كردفان.[172]
- أصدر وزير التعليم العالي والبحث العلمي محمد حسن دهب قراراً بإيقاف الدراسة والأنشطة الأكاديمية في جميع مؤسسات التعليم العالي الحكومية والخاصة والأهلية في جميع أنحاء السودان ومنع فتح الجامعات إلى أجل غير مسمى.[173]
- أصدر رئيس حركة العدل والمساواة جبريل إبراهيم قراراً بإعفاء عدد من أمناء الأمانات بالمكتب التنفيذي للحركة، أبرزهم الأمين السياسي سليمان صندل، في أعقاب اجتماع القادة المقالين سراً بنائب قائد قوات الدعم السريع عبد الرحيم دقلو في انجمينا.[174]

### 15 أغسطس
أعلنت سلطة الطيران المدني فتح المجال الجوي الشرقي بالبلاد أمام حركة الملاحة الجوية العالمية لجميع الخطوط الجوية حول العالم، مع استمرار إغلاق المجال الجوي السوداني بوسط البلاد وغربها إلى أجل غير مسمي بما في ذلك مطار الخرطوم الدولي.

### 16 أغسطس
شنت قوات الدعم السريع هجوماً عنيفاً على الفولة عاصمة ولاية غرب كردفان، وسيطرت على مقر قيادة قوات الاحتياطي المركزي، وصاحب ذلك سرقة وتدمير وحرق عدد كبير من المحال التجارية ومباني حكومة الولاية، كما تسببت الاشتباكات في موجة نزوح واسعة للمواطنين.

### 17 أغسطس
أعلنت الجبهة الثالثة (تمازج) انضمام قواتها إلى قوات الدعم السريع والقتال معها في حربها ضد قوات الجيش.

### 18 أغسطس
- قتل 6أشخاص بينهم طفلان جراء سقوط قذيفتين في منطقة السلمة مربع 1، كما قتل 3 مدنيين بينهم طفلة إثر سقوط قذيفة على منزلهم بحي الديم في الخرطوم.[178]
- شنت قوات الدعم السريع هجوماً كبيراً في الصباح على سلاح المدرعات في حي الشجرة بالخرطوم، وتمكنت قوات الجيش من التصدي للهجوم وإيقاع مئات من القتلى والجرحى في صفوف الدعم السريع وتدمير مدرعات ودبابة تي-55. قُتل الصحفي عصام الحاج خلال الاشتباكات.[179]

### 21 أغسطس
أعلنت القوات المسلحة اغتيال قائد الفرقة 16 بنيالا اللواء ركن ياسر فضل الله صباحاً.

### 23 أغسطس
ألغت وزارة الخارجية السودانية جوازات سفر دبلوماسية ل24 شخصاً، أبرزهم قائد قوات الدعم السريع محمد حمدان دقلو وشقيقه عبد الرحيم دقلو ومحمد الفكي سليمان وعبد الله حمدوك وخالد عمر يوسف ونور الدين ساتي ومريم الصادق المهدي .

### 24 أغسطس
غادر عبد الفتاح البرهان الخرطوم إلى بورتسودان ومنها إلى خارج السودان في جولة خارجية تشمل عدداً من الدول منها السعودية ومصر، حيث انتشرت صور له مع مواطنين بأم درمان وهو في طريقه إلى قاعدة وادي سيدنا العسكرية، ثم وصل في المساء إلى عطبرة ومنها إلى بورتسودان.

### 26 أغسطس
- سُمع دوي انفجارات تزامناً مع قصف مدفعي مكثف للجيش السوداني على مواقع للدعم السريع شرق الخرطوم وأم درمان مع تحليق مكثف للطيران الحربي. أعلن الجيش تدمير عربات قتالية ومدرعات وإيقاع مئات القتلى والجرحى في صفوف قوات الدعم السريع خلال صد الجيش هجوم الدعم السريع على سلاح المدرعات.[183]
- مقتل 7 مدنيين وجرح آخرين جراء قصف عشوائي نفذته مليشيا الدعم السريع على منطقة امبدة بأم درمان.[183]

### 27 أغسطس
تجددت المعارك بين القوات المسلحة والحركة الشعبية لتحرير السودان قيادة الحلو شرق مطار كادوقلي وفي الجبال خلف حجر المك بولاية جنوب كردفان.

### 28 أغسطس
- وصلت تعزيزات عسكرية من قوة الحماية المشتركة في دارفور إلى نيالا بولاية جنوب دارفور لبسط الاستقرار والأمن بالولاية.[185]
- وصل عبد الفتاح البرهان إلى قاعدة فالمنقو البحرية العسكرية ببورتسودان لتفقد القوات البحرية السودانية،[186] ثم التقى نائبه مالك عقار واجتمع بأعضاء الحكومة لأول مرة منذ بدء الحرب.[187]
- أطاحت حركة العدل والمساواة بجبريل إبراهيم من رئاسة الحركة وأعادت تشكيل مكتبها التنفيذي برئاسة آدم عيسى حسابو وسليمان صندل نائبا له وأحمد تقد أميناً عاماً.[188]

### 29 أغسطس
وصل عبد الفتاح البرهان إلى العلمين بمصر في أول زيارة خارجية له منذ اندلاع النزاع، وكان في استقباله رئيس مصر عبد الفتاح السيسي، ورافقه وزير الخارجية علي الصادق علي ومدير جهاز المخابرات العامة أحمد إبراهيم مفضل ومدير منظومة الصناعات الدفاعية ميرغني إدريس سليمان، وتناولت الزيارة الوجود السوداني بمصر بجانب الاتفاق على تسريع العمل في المعابر الحدودية بين البلدين.

### 30 أغسطس
- شنت الحركة الشعبية لتحرير السودان (قيادة الحلو) هجوماً على دلامي بولاية جنوب كردفان، وتصدت لها قوات الجيش بالفرقة 14 مشاة مع إيقاع عدد من جنودها قتلى.[190]
- تجددت الاشتباكات العنيفة بين قوات الجيش والدعم السريع في الأبيض بولاية شمال كردفان، وخلفت 14 قتيلاً على الأقل و17 جريحاً.[191]

### 31 أغسطس
قالت قوات الدعم السريع أنها تمكنت من تدمير معسكر القوات الخاصة بمنطقة المرخيات بأم درمان، كما قالت أنها أسفرت عن مقتل المئات وهروب ما تبقى من الجنود.

## سبتمبر

### 3 سبتمبر
- سقط 20 قتيلاً من المدنيين جراء قصف جوي على منطقة الكلاكلة القبة ود العقلي جنوب ولاية الخرطوم، كما قتل 6 مدنيين وأصيب 4 آخرون في أم درمان جراء انفجار قذيفة خلال تبادل الجيش السوداني وقوات الدعم السريع القصف المدفعي والصاروخي في المدينة.[193]
- التقى المستشار السياسي لحميدتي يوسف عزت برئيس مفوضية الاتحاد الإفريقي موسى فكي في أديس أبابا.[194] في اليوم التالي، أعربت الخارجية السودانية في بيان عن رفضها واستنكارها للقاء، ووصف محمد الحسن ولد لبات الناطق الرسمي باسم رئيس مفوضية الاتحاد الإفريقي في الملف السوداني بيان الخارجية السودانية "بالمنحط".[195]
- نفذت الحركة الشعبية لتحرير السودان - قيادة الحلو هجوماً على ارتكاز للجيش بكادوقلي عاصمة ولاية جنوب كردفان.[196]
- هاجمت قوات الدعم السريع مناطق قورني وأبو سروج بمحلية سربا بولاية غرب دارفور وعلى مدار 3 أيام، واختطفت عمدتين وعدداً من الرهائن.[197]

### 4 سبتمبر
- وصل عبد الفتاح البرهان إلى جوبا عاصمة جنوب السودان في زيارة قصيرة، والتقى برئيس جنوب السودان سالفا كير لبحث سبل حل الأزمة بالسودان.[198]
- أعلنت قوات الدعم السريع مقتل 14 شخصاً من المدنيين وإصابة العشرات في قصف شنه الجيش على نيالا، بينما أعلنت القوات المسلحة السودانية مقتل 13 مدنياً وإصابة آخرين في قصف عشوائي للدعم السريع على مناطق بشمال أم درمان.[199]

### 6 سبتمبر
- أعلنت وزارة الخزانة الأمريكية فرض عقوبات على عبد الرحيم دقلو نائب قائد قوات الدعم السريع وعبد الرحمن جمعة قائد القوات في ولاية غرب دارفور على خلفية انتهاكات لحقوق الإنسان بالسودان.[200]
- أصدر رئيس مجلس السيادة السوداني عبد الفتاح البرهان مرسومين دستوريين قضى الأول بحل قوات الدعم السريع، والآخر بإلغاء قانون تأسيس وعمل قوات الدعم السريع بالسودان لسنة 2017 وتعديلاته في 2019.[200]

### 7 سبتمبر
وصل عبد الفتاح البرهان إلى الدوحة في زيارة رسمية لإجراء مباحثات مع أمير قطر الشيخ تميم بن حمد آل ثاني.

### 9 سبتمبر
دارت اشتباكات بين الجيش والدعم السريع في الفاشر بولاية شمال دارفور، وخلفت 5 قتلى و42 جريحاً، بينما قالت القوات المسلحة كبدت قوات الدعم السريع خسائر بلغت 30 قتيلاً وعدداً كبيراً من الجرحى.

### 10 سبتمبر
- داهمت قوات الدعم السريع منزل رئيس حركة العدل والمساواة جبريل إبراهيم بالمنشية، واعتقلت رئيس حراسته السابق واثنين آخرين ونقلتهم إلى مقراتها بالخرطوم بحري.[203]
- وقع قصف جوي على سوق قورو بمايو راح ضحيته 46 قتيلاً و55 جريحاً.[204]

### 11 سبتمبر
- توجه البرهان إلى أسمرة في زيارة رسمية رافقه فيها وزير الخارجية علي الصادق علي ومدير جهاز المخابرات العامة أحمد إبراهيم مفضل، وأجرى خلالها مباحثات مع رئيس إريتريا أسياس أفورقي.[205]
- انسحبت قوات الدعم السريع من أم روابة بولاية شمال كردفان.[206]

### 13 سبتمبر
- مقتل 40 شخصاً على الأقل وإصابة العشرات جراء قصف الطيران الحربي على سوق الملجة وعدد من أحياء نيالا.[207]
- وصل عبد الفتاح البرهان إلى أنقرة في زيارة رسمية بمرافقة عدد من قادة حكومته، واستقبله الرئيس التركي رجب طيب أردوغان.[208]
- تنحى مبعوث الأمم المتحدة الخاص إلى السودان فولكر بيرتس عن منصبه وقدم استقالته، وقبلها أمين عام الأمم المتحدة.[209]

### 14 سبتمبر
- أعلنت البعثة الأممية في السودان تلقيها تقارير موثوقة عن وجود ما لا يقل عن 13 مقبرة جماعية في الجنينة وضواحيها دفن فيها مئات المدنيين معظمهم من المساليت نتيجة هجمات قوات الدعم السريع وفصائل مسلحة عربية.[210]
- هدد قائد قوات الدعم السريع محمد حمدان دقلو "حميدتي" في تسجيل صوتي عبر منصة إكس بتشكيل حكومة في مناطق سيطرته وعاصمتها الخرطوم إذا قام الجيش بتشكيل حكومة في بورتسودان.[211]

### 16 سبتمبر
- توجه عبد الفتاح البرهان إلى أوغندا بمرافقة كبار قادة حكومته في زيارة رسمية، والتقى برئيس أوغندا يوويري موسيفيني.[212]
- دارت اشتباكات عنيفة منذ ساعات الصباح الأولى في محيط القيادة العامة وسلاح المدرعات وسلاح الإشارة بحري ومناطق أخرى بالخرطوم وأم درمان،[213] واندلعت حرائق في مبنى وزارة العدل بالخرطوم جراء الاشتباكات. أعلن الجيش تصديه لهجوم قوات الدعم السريع وتكبيدها عشرات القتلى والجرحى، كما أعلن إصابة 40 مدنياً جراء قصف شنته قوات الدعم السريع على أحياء بانت والعباسية والموردة بأم درمان.[214]

### 17 سبتمبر
- اشتعال حريق ببرج شركة النيل للبترول بمنطقة مقرن النيلين بالخرطوم جراء المعارك المتواصلة بين الجيش والدعم السريع، وكان البرج يعتبر من أبرز ملامح العاصمة السودانية ويشكل واجهة للبلاد.[215] تبادل الجيش والدعم السريع الاتهامات بإحراق وتدمير وقصف المنشآت الحكومية والبنى التحتية للبلاد بشكل متعمد، أبرزها برج شركة النيل الكبرى للبترول وبرج وزارة العدل وبرج الهيئة السودانية للمواصفات والمقاييس.[216]

### 18 سبتمبر
شهدت بورتسودان اشتباكات مسلحة للمرة الأولى منذ بدء الحرب، حيث وقع مساء تبادل إطلاق نار بين الجيش وعناصر مسلحة من قبيلة البجا بقيادة شيبة ضرار، إلا أن الجيش سيطر على الأوضاع واستمرت الحياة بصورة طبيعية في المدينة بعد فترة قصيرة.

### 20 سبتمبر
- توجه عبد الفتاح البرهان إلى نيويورك على رأس وفد السودان المشارك في أعمال الدورة الثامنة والسبعين للجمعية العامة للأمم المتحدة.[218]
- دارت اشتباكات عنيفة بين الجيش السوداني وقوات الدعم السريع بالإضية بولاية غرب كردفان، قُتل فيها شخص وأحرقت مباني الشرطة.[219]
- أعلنت قوات الدعم السريع إسقاطها طائرة حربية تابعة للجيش السوداني باستخدام المضادات الأرضية.[220]

### 23 سبتمبر
عاد رئيس مجلس السيادة السوداني عبد الفتاح البرهان إلى السودان بعد مشاركته في اجتماعات الجمعية العامة للأمم المتحدة بنيويورك.

### 28 سبتمبر
- أدى قصف لقوات الدعم السريع بمنطقة الجرافة شمال أم درمان إلى مقتل 10 أفراد وإصابة 11 آخرين من المدنيين.[222]
- فرضت وزارة الخزانة الأمريكية حظراً على علي كرتي وزير الخارجية في عهد البشير ورئيس الحركة الإسلامية بعد الإطاحة بالنظام السابق في 2019، واتهمته الخارجية الأمريكية بتقويض عمل الحكومة الانتقالية السودانية السابقة وعرقلة جهود التوصل لاتفاق وقف إطلاق النار، كما فرضت عقوبات على شركتين تابعتين للدعم السريع مقر إحداهما روسيا.[223]

### 30 سبتمبر
اشتباكات عنيفة في الكومة بولاية شمال دارفور بين قوة الحماية المشتركة وقوات الدع السريع بعد الاعتداء على قافلة تجارية كانت تقوم بتأمينها قوة الحماية المشتركة، أدت إلى مقتل 3 أشخاص وإصابة 5 آخرين.

## أكتوبر

### 1 أكتوبر
- مقتل 9 مدنيين وإصابة العشرات في الخرطوم نتيجة القصف الجوي والمدفعي في حوادث منفصلة.[225]
- تجددت الاشتباكات بين الجيش والدعم السريع بمنطقة ود عشانا بولاية شمال كردفان، مما أسفر عن مقتل 5 أشخاص على الأقل وإصابة آخرين.[226]

### 2 أكتوبر
أعلنت مجموعة محامي الطوارئ أن قوات الدعم السريع تحاصر جزيرة توتي منذ الأيام الأولى للحرب، وأنها أغلقت جسر توتي الذي يمثل الطريق البري الوحيد الذي يربط الجزيرة بمدن العاصمة، كما أنها تقيد حركة مرور الأشخاص والسلع الاستهلاكية والأدوية المنقذة للحياة وسط مخاطر استخدام النقل النهري بالمراكب، مما أدى إلى تجويع المواطنين ووفاة 3 مدنيين لعدم توفر العلاج من بينهم طفلة مصابة بالسكري توفيت نتيجة انعدام الإنسولين المختلط.

### 3 أكتوبر
- اتهمت قوات الدعم السريع في بيان الجيش بقصف مبنى السفارة الإثيوبية في وسط الخرطوم بواسطة الطيران والمدفعية الثقيلة.[228]
- فُتل 20 شخصاً وجُرح آخرون جراء قصف مدفعي من قبل قوات الدعم السريع على منطقة السامراب في الخرطوم بحري طال منازل ومسجداً ومركزاً صحياً.[228][229]

### 4 أكتوبر
شنت قوات الدعم السريع هجوماً على الفرقة 16 نيالا بولاية جنوب دارفور من 4 محاور، وأعلن الجيش السوداني صد الهجوم.

### 5 أكتوبر
- أعلنت قوات الجيش صد هجوم من الحركة الشعبية لتحرير السودان جناح الحلو على محطة مرنج بالجبال الشرقية في ولاية جنوب كردفان.[231]
- قالت منظمة أطباء بلا حدود أن قصفاً عنيفاً على أحياء سكنية متعددة بمحلية كرري بأم درمان تسبب في مقتل 11 شخصاً وإصابة أكثر من 90 آخرين.[232]
- هاجمت قوات الدعم السريع العيلفون في محاولة للسيطرة على معسكر تابع لسلاح المهندسين، واتهمها محامو الطوارئ بالتعدي على المدنيين واعتقالهم وممارسة النهب والتهجير القسري.[233]

### 6 أكتوبر
وقعت اشتباكات عنيفة بين الجيش والدعم السريع في جبل أولياء جنوب الخرطوم، وأسفرت الاشتباكات التي استمرت لأيام عن مقتل 190 شخصاً وإصابة أكثر من 600 بينهم حالات حرجة.

### 7 أكتوبر
وجه مجلس الوزراء السوداني بفتح جميع الجامعات واستئناف الدراسة في جميع المدارس بالولايات التي تتيح فيها الظروف الأمنية ذلك، وحدد القرار بأن تكون نهاية أكتوبر أقصى موعد لاستئناف الدراسة، وأصدر وزير التعليم العالي والبحث العلمي قراراً بإعادة استئناف كافة الانشطة الأكاديمية بجميع مؤسسات التعليم العالي الحكومية والخاصة والأهلية التي تتيح الظروف الأمنية فيها ذلك ابتداءً من يوم 15 أكتوبر.

### 9 أكتوبر
- تعرضت مستشفى النو لقصف مدفعي كثيف حيث أصيب مدخله بصاروخ موجه من قبل قوات الدعم السريع، مما أدى لوقوع 3 قتلى وأكثر من 20 جريحاً وخروج المستشفى تماماً عن الخدمة، وتم إخلاء المستشفى من جميع المرضى والأطباء والمشرفين.[236]
- أعلن الجيش صد هجوم على قوات اللواء 54 مشاه بالدلنج من قبل قوات الحركة الشعبية لتحرير السودان (قيادة الحلو)، كما اعلن عن صد هجوم من قبل قوات الدعم السريع على الأبيض لليوم الثاني.[237]

### 10 أكتوبر
قصفت قوات الدعم السريع سوق أم دفسو، السوق الوحيد في منطقة الفتيحاب بأم درمان، إلى جانب قصف عدد من المربعات السكنية، مما أدى إلى مقتل 8 أشخاص وإصابة العشرات.

### 15 أكتوبر
قُتل قائد الفرقة 17 مشاة بولاية سنار اللواء أيوب عبد القادر برفقة عدد من الذباط والجنود إثر قصف مدفعي لقوات الدعم السريع على مقر سلاح المدرعات جنوب الخرطوم.

### 21 أكتوبر
أصدر قائد الجيش السوداني عبد الفتاح البرهان قراراً بإحالة اللواء محمد علوي كوكو مخير إلى التقاعد وإعفائه من منصب رئيس اللجنة الإشرافية المشتركة لمنطقة أبيي، على خلفية انضمامه لقوات الدعم السريع مع مئات من الجنود.

### 23 أكتوبر
- تجددت الاشتباكات بين الجيش والدعم السريع في زالنجي بولاية وسط دارفور، مما أدى إلى مقتل شخصين وإصابة 3 آخرين ونزوح المئات إلى معسكري الحميدية والحصاحيصا للاجئين.[241]
- أسفر نزاع بين قبيلتي السلامات والهبانية بولاية جنوب دارفور عن وقوع 13 قتيلاً على الأقل.[242]

### 24 أكتوبر
مقتل 3 من عناصر قوة الحماية المشتركة في دارفور إثر هجوم لقوات الدعم السريع على مقر القوات شمال نيالا.

### 26 أكتوبر
- أعلنت قوات الدعم السريع استيلاءها على الفرقة 16 نيالا بولاية جنوب دارفور بعد معارك عنيفة ضد الجيش بقيادة قائد ثاني الدعم السريع عبد الرحيم دقلو.[244]
- وافق كل من القوات المسلحة السودانية وقوات الدعم السريع على استئناف المحادثات بينهما في مدينة جدة بوساطة من السعودية والولايات المتحدة، ورحبت وزارة الخارجية السعودية في بيان باستئناف المحادثات وحثت الطرفين على وحدة الصف وتغليب صوت الحكمة وحقن الدماء.[245]

### 30 أكتوبر
- أعلنت قوات الدعم السريع سيطرتها على مطار بليلة بولاية غرب كردفان واستيلاءها على 15 عربة عسكرية.[246]
- قالت اللجنة الدولية للصليب الأحمر أنها سهلت إطلاق سراح 64 محتجزًا من القوات المسلحة السودانية كانت تحتجزهم قوات الدعم السريع.[247]

### 31 أكتوبر
- أعلنت قوات الدعم السريع سيطرتها على الفرقة 21 مشاة بزالنجي عاصمة ولاية وسط دارفور.[248]
- أصدر رئيس مجلس السيادة السوداني عبد الفتاح البرهان مجموعة قرارات بإعفاء وتكليف عدد من الوزراء، أبرزهم وزير الثروة الحيوانية حافظ عبد النبي، الذي تربطه صلة قرابة بمحمد حمدان دقلو قائد قوات الدعم السريع.[249]

## نوفمبر

### 2 نوفمبر
أعلن مكتب الأمم المتحدة لتنسيق الشؤون الإنسانية في السودان مقتل ما لايقل عن 17 شخصاً وإصابة 35 آخرين ونزوح أكثر من 17 ألف شخص في نيالا بولاية جنوب دارفور، ومقتل 10 أشخاص وإصابة 42 آخرين في الفاشر بولاية شمال دارفور؛ نتيجة تجدد الاشتباكات بين القوات المسلحة وقوات الدعم السريع في المدينتين.

### 3 نوفمبر
- أصدر عبدالفتاح البرهان مرسوماً دستورياً بإعفاء عضو مجلس السيادة السوداني الهادي إدريس من منصبه، ودعا أطراف اتفاق السلام السوداني لترشيح بديل عنه.[251]
- هاجمت قوات الدعم السريع معسكر أردمتا للنازحين، وأسفر الهجوم الذي استمر لأيام عن حوالي 1300 قتيل وأكثر من ألفي جريح واحتجاز 500 شخص إلى جانب 310 في عداد المفقودين.[252]

### 4 نوفمبر
- أعلنت قوات الدعم السريع في بيان مصور سيطرتها بشكل كامل على ولاية غرب دارفور وعاصمتها الجنينة واستيلاءها على قاعدة الفرقة 15 مشاة التابعة للجيش السوداني بكامل عتادها.[253]
- مقتل 15 مواطناً وسقوط عشرات الجرحى نتيجة لقصف مدفعي على سوق الحارة 15 (زقلونا) بأم درمان.[254]

### 5 نوفمبر
- هاجمت قوات الدعم السريع سلاح المدرعات بمنطقة الشجرة جنوب الخرطوم، وأعلنت سيطرتها على البوابة الرئيسية، فيما قالت القوات المسلحة أنها تصدت للهجوم.[255]
- شنت قوات الدعم السريع هجوماً على حقل زرقة أم حديدة بمحلية عديلة وحقل شق عمر بمحلية أبو كارينكا بولاية شرق دارفور.[256]

### 7 نوفمبر
- سيطرت قوات الدعم السريع على أم كدادة بولاية شمال دارفور.[257]
- اتفق وفدا الجيش والدعم السريع بمفاوضات جدة على فتح ممرات آمنة إنسانية لتسهيل وصول المساعدات للمتضررين من الحرب في مناطق سيطرة الطرفين بجميع مناطق السودان بقيادة مكتب الأمم المتحدة لتنسيق الشؤون الإنسانية، دون التوصل لاتفاق لتنفيذ وقف إطلاق النار.[258]
- نشب حريق هائل في مصفاة الجيلي شمال الخرطوم، وتبادل الجيش السوداني وقوات الدعم السريع الاتهامات بالتسبب في الانفجار بالمصفاة الرئيسية بالخرطوم.[259]

### 8 نوفمبر
هاجمت عناصر من الدعم السريع قرية أبو حمرة بمحلية أم روابة بولاية شمال كردفان، مما أسفر عن مقتل 9 أشخاص ونزوح حوالي 76 أسرة.

### 11 نوفمبر
تدمير جسر شمبات الرابط بين مدينتي أم درمان والخرطوم بحري بشكل كامل، وتبادل الجيش والدعم السريع الاتهامات.

### 12 نوفمبر
- أعلنت قوات الدعم السريع في بيان سيطرتها على قاعدة النجومي العسكرية بجبل أولياء، إلا أن الجيش كذب هذا البيان مؤكداً تصديه للهجوم وتواجده في القاعدة.[262]
- مقتل 12 شخصاً بينهم امرأتان جراء سقوط قذائف على أحياء محلية كرري خلال اشتباكات عنيفة بين الجيش والدعم السريع.[263]
- مقتل 30 شخصاً على الأقل وسقوط عشرات المصابين إثر تجدد الاشتباكات القبلية بين قبيلتي السلامات والهبانية في برام بولاية جنوب دارفور، والتي استمرت لثلاثة أيام.[264]

### 16 نوفمبر
- أعلنت حركات الكفاح المسلح الموقعة على اتفاق السلام السوداني بقيادة مني مناوي وجبريل إبراهيم ومصطفى تمبور خروجها عن الحياد والمشاركة في العمليات العسكرية بجانب القوات المسلحة السودانية ضد قوات الدعم السريع وإدانة انتهاكاتها.[265]
- أعلن مندوب السودان لدى الأمم المتحدة قرار الحكومة السودانية بإنهاء تفويض بعثة الأمم المتحدة المتكاملة للمساعدة الانتقالية في السودان وإلغاء العمل باتفاقية مقر البعثة المبرمة مع حكومة السودان في يوليو 2021.[266]

### 17 نوفمبر
- عين أمين عام الأمم المتحدة أنطونيو غوتيريش الدبلوماسي الجزائري رمطان لعمامرة مبعوثاً شخصياً له في السودان.[267]
- أعلن رئيس حركة تحرير السودان - المجلس الانتقالي الهادي إدريس ورئيس تجمع قوى تحرير السودان الطاهر حجر ونائب رئيس التحالف السوداني حافظ عبد النبي في بيان مشترك تمسكهم بالحياد إزاء الحرب الدائرة بين الجيش السوداني وقوات الدعم السريع.[268]

### 18 نوفمبر
تدمير جسر خزان جبل أولياء جنوب الخرطوم، وتبادل الجيش السوداني وقوات الدعم السريع الاتهامات.

### 19 نوفمبر
أغلقت سلطات ولاية القضارف معبر القلابات البري أمام المسافرين إلى إثيوبيا مؤقتاً، مع استمرار حركة التبادل التجاري بين البلدين عبر المعبر؛ نتيجة تعرض المواطنين لأعمال عنف ونهب.

### 20 نوفمبر
- أعلنت قوات الدعم السريع سيطرتها على قاعدة للجيش السوداني في جبل أولياء وعلى منطقة الخزان.[271]
- مقتل 7 أشخاص بينهم أطفال ونساء جراء قصف الجيش لمنطقة الحمرة بولاية شمال كردفان، حسبما أعلنت قوات الدعم السريع.[272]
- أصدر البرهان مرسوماً دستورياً بإعفاء الطاهر حجر رئيس تجمع قوى تحرير السودان من منصبه كعضو مجلس السيادة السوداني.[273]

### 21 نوفمبر
أعلنت قوات الدعم السريع في بيان سيطرتها على الفرقة 20 مشاة في الضعين عاصمة ولاية شرق دارفور.

### 22 نوفمبر
أصدر عبد الفتاح البرهان قراراً بإعفاء وتكليف ولاة ولايات الجزيرة وكسلا والشمالية وغرب كردفان ووسط وجنوب دارفور، وكذلك في وزارات الداخلية والعدل والصناعة والشؤون الدينية.

### 23 نوفمبر
سيطرت قوات الدعم السريع على وحدة إدارية في الأضية بولاية غرب كردفان.

### 24 نوفمبر
نفذ الطيران الحربي غارات جوية على السوق المركزي جنوب الخرطوم وحي بيت المال بأم درمان راح ضحيتها عشرات القتلى والمصابين من المدنيين.

### 26 نوفمبر
وصل ياسر العطا مساعد البرهان إلى بورتسودان بعد تمكنه من الوصول لقاعدة وادي سيدنا العسكرية، حيث ظل محاصَراً في سلاح المهندسين بأم درمان منذ اندلاع الحرب ولمدة 7 أشهر.

### 27 نوفمبر
- أعلنت قوات الدعم السريع في بيان تدمير طائرة حربية من طراز سي-130 تابعة للجيش ومخزن للذخيرة وعدد من الآليات والمعدات والمركبات خلال عملية نوعية نفذتها بقاعدة وادي سيدنا العسكرية.[279]
- أعلنت قوات الدعم السريع في بيان انضمام 3707 أفراد من القوات المسلحة من الفرقة 22 بابنوسة ومناطق بليلة والتبون وستيب إلى صفوف قواتها بولاية غرب كردفان.[280]

### 28 نوفمبر
لقي 9 أشخاص مصرعهم وأصيب آخرون عقب اشتباكات مسلحة جنوب الدلنج بولاية جنوب كردفان.

## ديسمبر

### 1 ديسمبر
أنهى مجلس الأمن التابع للأمم المتحدة تفويض بعثة الأمم المتحدة المتكاملة للمساعدة الانتقالية في السودان اعتباراً من 3 ديسمبر 2023، استجابة لطلب الحكومة السودانية قبل أسابيع.

### 2 ديسمبر
قُتل 4 مواطنون وأصيب 8 آخرون في قصف جوي للطيران الحربي على منطقة الكوكوتي التابعة لمحلية بارا بولاية شمال كردفان.

### 3 ديسمبر
- تعثر الوصول لاتفاق بين الجيش والدعم السريع خلال مفاوضات جدة، حيث أبلغت الوساطة الطرفين بتعليق التفاوض واستئنافه في وقت لاحق، ويعود ذلك بشكل رئيسي إلى تمسك الجيش بخروج الدعم السريع من منازل المواطنين وبدون ارتكازات أو تواجد له في العاصمة، وهو ما رفضته قوات الدعم.[284]
- مقتل 4 مواطنين جراء قصف مدفعي من قبل الدعم السريع على منطقة الفتيحاب بأم درمان.[283]

### 4 ديسمبر
فرضت الولايات المتحدة عقوبات على مديري جهاز المخابرات العامة السابقَيْن صلاح قوش ومحمد عطا، بجانب طه الحسين أحد مساعدي عمر البشير، واتهمتهم بالعمل على زعزعة استقرار السودان وتعزيز الدعم الإقليمي للدعم السريع والضلوع في زيادة أمد الحرب في السودان.

### 5 ديسمبر
- قُتِل 4 مواطنين وجُرِح آخرون جراء هجوم قوات الدعم السريع على منطقة التكمة جنوب شرق الدلنج بولاية جنوب كردفان، وتصدت قوات تابعة للحركة الشعبية لتحرير السودان - قيادة الحلو للهجوم.[286]
- دخل أطباء مستشفى بشائر الجامعي جنوب الخرطوم في إضراب مفتوح عن العمل احتجاجاً على اعتداء أحد عناصر قوات الدعم السريع على المدير الطبي وأحد أعضاء غرفة الطوارئ.[287]
- تعرض مبنى برج بنك بيبلوس إفريقيا وسط الخرطوم لحريق هائل نتيجة قصفه بواسطة الطيران الحربي.[288]

### 6 ديسمبر
- اشتعال حريق هائل بمصفاة الجيلي بالخرطوم بحري، وتبادلت قوات الدعم السريع والقوات المسلحة الاتهامات بقصفها.[289]
- قصف الطيران الحربي سوق قندهار وعدد من أحياء أم درمان، مما أدى لمقتل 97 مواطناً، إلى جانب 7 أفراد من أسرة واحدة بحي النهضة جنوب الخرطوم.[288]

### 7 ديسمبر
أعلنت اللجنة الدولية للصليب الأحمر تسهيل إطلاق سراح 94 محتجزاً لدى الدعم السريع من أفراد القوات المسلحة السودانية في زالنجي بولاية وسط دارفور.

### 9 ديسمبر
- انعقدت قمة دول وحكومات منظمة إيقاد في جيبوتي بمشاركة دولية من مبعوثي الولايات المتحدة والاتحاد الأوروبي للقرن الإفريقي لبحث الأزمة السودانية، وتوجه رئيس مجلس السيادة السوداني عبد الفتاح البرهان إلى جيبوتي من مطار بورتسودان الدولي للمشاركة في القمة.[291]
- استدعت وزارة الخارجية الإماراتية السفير السوداني بأبو ظبي لإبلاغه أن الملحق العسكري السوداني ونائبه والملحق الثقافي أصبحوا أشخاص غير مرغوب فيهم وأمهلتهم 72 ساعة لمغادرة الأراضي الإماراتية، وذلك على خلفية انتقادات حادة وجهها مساعد القائد العام للجيش السوداني ياسر العطا للحكومة الإماراتية ووصفه إياها بأنها "دولة مافيا" في 28 نوفمبر الماضي.[292]
- مقتل شخصين وإصابة 7 آخرين في هجوم على قافلة تابعة للصليب الأحمر أثناء إجلائها لمدنيين في الشجرة بالخرطوم، واعترف الجيش السوداني بإطلاق النار على القافلة مبرراً ذلك بعدم التزامها بنقاط السير المتفق عليها ووجود عربة تتبع للدعم السريع في القافلة.[293]

### 10 ديسمبر
رداً على طرد الإمارات العربية المتحدة 3 دبلوماسيين سودانيين، أخطرت وزارة الخارجية السودانية 15 دبلوماسياً في السفارة الإماراتية في بورتسودان بأنهم أشخاص غير مرغوب فيهم وعليهم مغادرة البلاد خلال 24 ساعة.

### 11 ديسمبر
- قال وزير الخارجية السوداني علي الصادق علي أن تشاد استدعت السفير السوداني في انجمينا احتجاجاً على تصريحات ياسر العطا بشأن دورها في دعم التمرد وطالبت الحكومة السودانية بالاعتذار خلال 3 أيام، معلناً أن حكومته لن تستجيب لهذا الطلب.[295]
- مقتل 37 مدنياً وجرح 29 آخرين جراء القصف المدفعي المتبادل بين الجيش السوداني وقوات الدعم السريع في أم درمان.[296]

### 14 ديسمبر
- مقتل 6 وإصابة 8 آخرين نتيجة غارات جوية للطيران الحربي على عدد من أحياء نيالا عاصمة ولاية جنوب دارفور الواقعة تحت سيطرة قوات الدعم السريع.[297]
- اقتحمت قوة قوامها 20 عربة مسلحة تابعة للدعم السريع منطقة أبو قوتة شمال غرب ولاية الجزيرة ونهبت السوق الكبير والبنك الزراعي والمحكمة وقسم الشرطة.[298]

### 15 ديسمبر
حاولت قوة كبيرة من الدعم السريع اقتحام ود مدني عاصمة ولاية الجزيرة، واستهدف الطيران الحربي التابع للجيش تجمعات للدعم السريع في عدة مناطق في الولاية شرق مدينة مدني، وأغلق الجيش جسر حنتوب المؤدي للمدينة، كما دارت اشتباكات عنيفة في منطقة أبو حراز شرق ود مدني، ونزحت مئات الأسر إلى ولاية سنار. وأصدرت السلكات الأمنية بولاية الجزيرة قراراً بحظر التجوال وإغلاق جميع المحال التجارية ومنع التجمعات من 6 مساء حتى 6 صباحاً باستثناء المراكز الصحية ومركبات الإسعاف.

### 16 ديسمبر
- أخطرت وزارة الخارجية التشادية 4 دبلوماسيين سودانيين هم الملحق العسكري والقنصل ونائبه والمستشار الأول للسفارة بأنهم أشخاص غير مرغوب فيهم وطالبتهم بمغادرة البلاد خلال 24 ساعة.[302]
- أصدرت السلطات الأمنية بولاية القضارف أمراً بحظر التجوال وإغلاق المحال التجارية من 6 مساء حتى 6 صباحاً.[303]

### 17 ديسمبر
رداً على طرد تشاد لدبلوماسيين سودانيين في اليوم السابق، أعلنت وزارة الخارجية السودانية طرد 3 دبلوماسيين تشاديين وتوجيه أوامر لهم بمغادرة البلاد في غضون 72 ساعة، وهم نائب القنصل والملحق العسكري والملحق الفني.

### 20 ديسمبر
اقتحمت قوات الدعم السريع الحصاحيصا بولاية الجزيرة واستولت على قيادة اللواء الثاني بها.

### 21 ديسمبر
سيطرت قوات الدعم السريع على القطينة بولاية النيل الأبيض بعد اشتباكات عنيفة مع الجيش في اليوم السابق.

### 23 ديسمبر
- مقتل وإصابة العشرات على خلفية اشتباكات استمرت ليومين بين قوات الدعم السريع وحركة تحرير السودان قيادة عبد الواحد النور في نيرتتي غرب جبل مرة بولاية وسط دارفور.[307]
- تبادل الجيش والدعم السريع الاتهامات بتدمير مصفاة الجيلي في هجوم جديد هو الثاني خلال ديسمبر والخامس منذ بداية النزاع.[308]
- دارت اشتباكات عنيفة بين الجيش وقوات الدعم السريع في ود الحداد بولاية الجزيرة، وسيطرت قوات الدعم السريع على مصنع سكر سنار.[309]

### 25 ديسمبر
استقال فارس النور كبير مفاوضي قوات الدعم السريع بمنبر جدة من منصبه، واتهم الجيش السوداني بعرقلة المفاوضات.

### 27 ديسمبر
- أعلنت وزارة الخارجية المصرية في بيان إجلاء 18 طالباً مصرياً وبعض أولياء أمورهم من ود مدني إلى بورتسودان ومنها إلى مصر، ودعت جميع مواطنيها المتواجدين في السودان بكافة الولايات بسرعة مغادرتها، كما دعت مواطنيها إلى عدم السفر إلى السودان في المرحلة الحالية.[311]
- في أول ظهور له خارج السودان منذ بداية الحرب، زار قائد قوات الدعم السريع محمد حمدان دقلو أوغندا والتقى برئيسها يوويري موسيفيني في منزله.[312]

### 28 ديسمبر
استقبل رئيس وزراء إثيوبيا آبي أحمد علي حميدتي في أديس أبابا.

### 29 ديسمبر
- مقتل وإصابة 118 مواطناً على الأقل في قصف للطيران الحربي على نيالا عاصمة ولاية جنوب دارفور.[314]
- أمهل والي ولاية نهر النيل محمد البدوي عبد الماجد عناصر قوى إعلان الحرية والتغيير وداعمي قوات الدعم السريع 72 ساعة لمغادرة الولاية.[315]

### 31 ديسمبر
زار حميدتي جيبوتي والتقى برئيسها إسماعيل عمر جيلي.